# CB Ademar León
O Club Balonmano Ademar León é um clube de handebol sediado em León, Espanha. Atualmente compete na Liga ASOBAL.